# Martin Schirmer

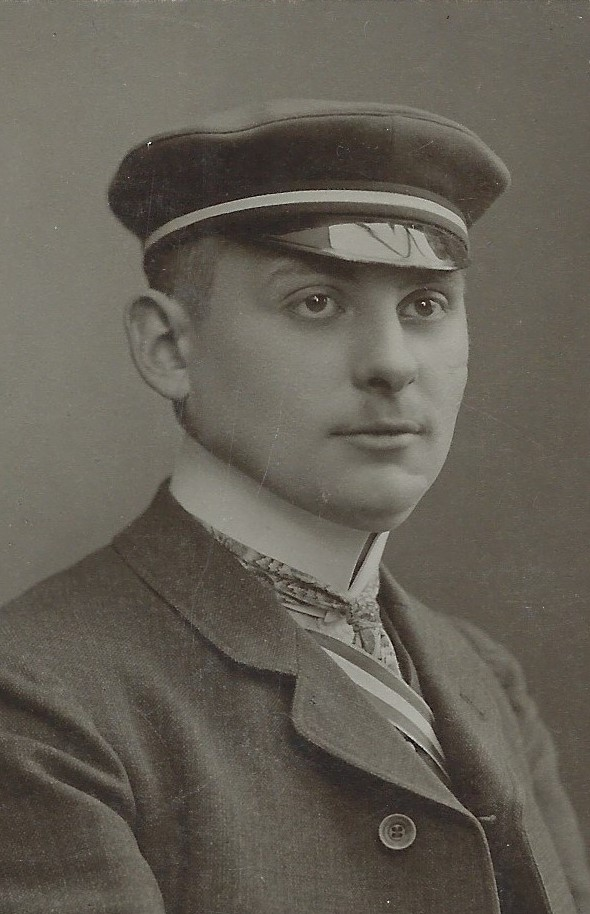
Martin Schirmer als Drittchargierter des Corps Teutonia München im Wintersemester 1906/07.

Martin Schirmer (* 1. März 1887 in Trebitz (Könnern); † 22. Januar 1963 in Bonn) war ein deutscher Kulturtechniker. Als Hochschullehrer wirkte er an der Universität Bonn.

## Leben
Martin Schirmer studierte in München Kulturtechnik. Hier schloss er sich im Sommersemester 1906 dem Corps Teutonia an. Nach Abschluss des Studiums als Dipl.-Ing. und Unterbrechung seiner wissenschaftlichen Laufbahn durch den Ersten Weltkrieg wurde er 1922 an der Technischen Hochschule Danzig zum Dr.-Ing. promoviert. Hiernach ging er zur Regierung in Magdeburg, wo er Dezernent für Wasserwirtschaft wurde. 1935 berief ihn die Universität Bonn als Nachfolger von August Heimerle zum ordentlichen Professor und Direktor des Instituts für Kulturtechnik und Meliorationswesen. Schirmer schloss in die Lehre und Forschung des Instituts zunehmend die städtebauliche Planung ein und erzielte hierdurch eine noch größere Nähe und stärkere Verbindung zur Geodäsie. Um der zunehmenden Bedeutung der städtebaulichen Planung in Forschung und Lehre Rechnung zu tragen, wurde 1950 ein Extraordinariat für Bautechnik begründet, auf das Edmund Gassner berufen wurde. Das Extraordinariat wurde dem Institut von Schirmer, das nunmehr den Namen Institut für Bautechnik und Kulturtechnik trug, angegliedert. Bis zu seiner Emeritierung im Jahre 1954 konzentrierte sich Schirmer auf den landwirtschaftlichen Wasserbau und die Wasserwirtschaft. Nachfolger Schirmers als Institutsdirektor wurde Edmund Gassner.
Martin Schirmer war Mitherausgeber der Zeitschrift für Kulturtechnik und Flurbereinigung.

## Ehrungen
Am 19. Februar 1958 verlieh die Technische Universität Braunschweig Martin Schirmer auf Vorschlag der Fakultät für Bauwesen die Ehrendoktorwürde eines Dr.-Ing. E. h.

## Schriften
- Martin Schirmer: Untersuchungen über die Wirtschaftlichkeit von Schöpfwerksanlagen, Danzig 1922
- Martin Schirmer: Die Wasserwirtschaft im Jerichower Deichverband und ihre Weiterentwicklung, Genthin 1928
- Martin Schirmer: Kulturtechnik und Naturschutz, Vortrag, gehalten am 9. April 1937 in Bonn, Berlin 1937
- Edmund Gassner, Martin Schirmer: Entwässerung und Abwasserverwertung bei Kleinsiedlungen und ländlichen Nebenerwerbssiedlungen, Hamburg 1957